# Micrurimorpha rhynchocoelomaperta
Micrurimorpha rhynchocoelomaperta är en djurart som tillhör fylumet slemmaskar, och som beskrevs av Korotkevich 1980. Micrurimorpha rhynchocoelomaperta ingår i släktet Micrurimorpha och familjen Lineidae. Inga underarter finns listade i Catalogue of Life.